# Hans-Heinrich Plickat
Hans-Heinrich Rudolf Willi Plickat (* 21. Januar 1923 in Teterow; † 14. September 1980 in Hamburg) war ein deutscher Erziehungswissenschaftler.

## Leben
Nach der Promotion (Die Schule als Instrument des sozialen Aufstiegs) an der Universität Hamburg am 8. August 1958 zum Dr. phil. lehrte er ebenda von 1969 bis 1980 als Professor für Erziehungswissenschaft - Muttersprachliche Bildung.
Hans-Heinrich Plickat ruht auf dem Friedhof Wohldorf.

## Schriften (Auswahl)
- Die Schule als Instrument des sozialen Aufstiegs (= Pädagogische Studien Band 2). Beltz, Weinheim 1959, OCLC 963116579 (zugleich Dissertation, Hamburg 1958).
- mit Hans Riediger: Das Wetter und wir. Ein Modellthema für das 7. bis 9. Schuljahr (= Modellthemen zur Unterrichtsvorbereitung. Diesterwegs Handbücherei des exemplarischen Lehrens Band 13). Diesterweg, Frankfurt am Main 1966, OCLC 1067474593.
- Groß-und Kleinschreibung I. Großschreibung von Substantiven und Verben. Klett, Stuttgart 1977, ISBN 3-12-985210-7.
- Training Diktat. Klett, Stuttgart 1978, ISBN 3-12-928981-X.